# Limonia cairnensis
Limonia cairnensis là một loài ruồi trong họ Limoniidae. Chúng phân bố ở miền Australasia.